# Грышкевич, Адриан
Адриа́н Грышке́вич (пол. Adrian Gryszkiewicz; 13 декабря 1999, Бытом) — польский футболист, защитник клуба «Варта».

## Клубная карьера
Родился 13 декабря 1999 года. Воспитанник футбольной школы клуба «Гурник» (Забже). Дебютировал в первой команде 9 февраля 2018 года в матче Экстраклассы против «Вислы» (Плоцк).

## Карьера в сборной
В 2019 году в составе молодёжной сборной Польши поехал на домашний молодёжный чемпионат мира. На турнире сыграл в одном матче, а команда вылетела в стадии 1/8 финала.

## Достижения
«Ракув»
- Чемпион Польши: 2022/23